# Reazione di sostituzione
Una reazione di sostituzione è una particolare reazione chimica in cui un atomo o un gruppo funzionale appartenente ad una particolare entità molecolare (ad esempio una molecola, uno ione o un radicale) è sostituito da un altro atomo o gruppo funzionale.
In chimica organica, le reazioni di sostituzione elettrofila o nucleofila sono di primaria importanza: le reazioni di sostituzione organiche sono classificate in diverse categorie a seconda che:
- il reagente che porta alla sostituzione sia elettrofilo o nucleofilo;
- un intermedio reattivo coinvolto nella reazione sia un carbocatione, un carbanione o un radicale libero;
- il substrato sia alifatico o aromatico.

Uno studio appropriato del tipo di reazione permette una corretta predizione sul prodotto risultante. Aiuta anche ad ottimizzare la reazione con scelta corretta di variabili come la temperatura o il solvente.

## Tipi di reazioni
I nucleofili possono essere coinvolti in reazioni di:
- Sostituzione nucleofila alifatica se reagiscono con un substrato alifatico (es. metano);
- Sostituzione nucleofila aromatica se reagiscono con un composto aromatico (es. benzene).

Gli elettrofili sono coinvolti principalmente in reazioni di sostituzione elettrofila, specialmente di sostituzione elettrofila aromatica. Reazioni elettrofile con altri composti insaturi piuttosto che con idrocarburi aromatici generalmente porta a reazioni di addizione elettrofila più che a sostituzioni.

I radicali si intrattengono quasi esclusivamente in reazioni di sostituzione radicalica.